# Lasića špilja
Lasića špilja este o arie protejată (sit de importanță comunitară — SCI) din Croația întinsă pe o suprafață de 0,78 ha, integral pe uscat.

## Localizare
Centrul sitului Lasića špilja este situat la coordonatele 44°53′39″N 15°05′28″E / 44.894084°N 15.091141°E.

## Înființare
Situl Lasića špilja a fost declarat sit de importanță comunitară în iulie 2013 pentru a proteja 1 specie de animale.

## Biodiversitate
Situată în ecoregiunea alpină, aria protejată conține 1 habitat natural: Peșteri inaccesibile publicului.
La baza desemnării sitului se află o specie protejată de  nevertebrate: Leptodirus hochenwartii.